# Ferenc Varga
Ferenc Varga   (Romhány, 3 de juliol de 1925 - 17 de gener de 2023) fou un piragüista en aigües tranquil·les hongarès que va competir entre les dècades de 1940 i 1960, tot i que continuà competint en categoria màster fins al 2017.
El 1952 va prendre part en els Jocs Olímpics d'Estiu de Hèlsinki on va guanyar la medalla de bronze en la prova del K-2, 10.000 metres del programa de piragüisme. Formà parella amb József Gurovits. Aquesta fou la primera medalla olímpica hongaresa en aquest esport.
En el seu palmarès també destaca una medalla de bronze al Campionat del Món de piragüisme en aigües tranquil·les de 1954. El 1966 guanyà el seu darrer campionat nacional.